# Водозахист гірничих виробок
Водозахист гірничих виробок (рос. водозащита горных выработок, англ. hoseproof mining, нім. Wasserschutz der Gruben) — система заходів із запобігання або обмеження надходження в гірничі виробки поверхневих, підземних і шахтних вод з метою забезпечення економічних та безпечних умов ведення гірничих робіт.

## Захист від поверхневих вод
Водозахист гірничих виробок від поверхневих вод включає:
- перехват вод схилового стоку за допомогою канав і гребель;
- екранування русел водотоків в межах шахтних (кар'єрних) полів способами цементування, глинизації, бетонування і ін.;
- відведення води з водоймищ і водотоків за межі шахтних (кар'єрних) полів по канавах або відкачування води насосами;
- тампонування тріщин осідання на поверхні землі (в шахтах) глинистим і ін. матеріалом або вирівнювання і утрамбовування країв мульд осідання;
- відкачування зливових вод з мульд осідання насосами, що встановлюються на понтонах;
- застосування безціликової системи розробки із закладкою виробленого простору.

## Захист від підземних вод
Захист гірничих виробок від підземних вод здійснюється за допомогою дренажних або баражних пристроїв тощо. При захисті від шахтних вод передбачається запобігання раптовим проривам води із затоплених виробок і регулювання стоку внутрішньошахтних і внутрішньокар'єрних вод на очисних і розкривних дільницях. Захист від вод із затоплених виробок здійснюється шляхом водовідливу, створення водонепроникних перемичок, буріння водовідкачувальних і дренажних свердловин тощо.